# Conus complicatus
Espèce
Conus complicatus est une espèce fossile de mollusques gastéropodes marins de la famille des Conidae.

## Taxonomie

### Publication originale
L'espèce Conus complicatus a été décrite pour la première fois en 1890 par le malacologiste australien Ralph Tate (d) (1840-1901) dans « Transactions of the Royal Society of South Australia »,.